# Marion Cunningham
Pour les articles homonymes, voir Cunningham.
Œuvres principales
The Fannie Farmer Cookbook (1979), The Breakfast Book (1987), Learning to Cook With Marion Cunningham (1999)
Marion Cunningham (11 février 1922, Los Angeles - 11 juillet 2012, Walnut Creek) est une auteure américaine, spécialisée dans les livres de cuisine.

## Biographie
Marion Enwright est née le 11 février 1922 à Los Angeles, en Californie. Elle est la fille de Joseph Enwright et Maryann Spelta. Son père est devenu plus tard invalide et alcoolique. Elle est diplômée du lycée de Los Angeles. Après son mariage en 1942 avec Robert Cunningham, ils emménagent à San Diego, où son mari rejoint les Corps de marine des États-Unis. Alors que les hommes enrôlés dans la Seconde Guerre mondiale manquent à de nombreux emplois civils, elle travaille un temps dans une station-service. Quelques années plus tard, Robert Cunningham devient un avocat spécialisé dans l'erreur médicale et le couple s'installe à Walnut Creek.
Avant 1972, elle passe la majeure partie de son temps comme femme au foyer. Elle décrit alors le régime alimentaire de son mari : « Il n'aime pas le pain fait maison et il n'aime pas les légumes. La seule chose verte qu'il dit aimer, c'est l'argent. ». Ils ont deux enfants, Mark et Catherine Cunningham. Touchée par l'agoraphobie, elle doit également surmonter un problème d'alcoolisme. 
Marion Cunningham décède de problèmes respiratoires le 11 juillet 2012, au John Muir Medical Center de Walnut Creek. Elle était atteinte de la maladie d'Alzheimer,. 

## Carrière professionnelle
En 1972, à presque 50 ans, Marion Cunningham fait son entrée dans le monde de la gastronomie. Animée par l'invitation d'un ami à aller en Oregon pour assister à des cours de cuisine menés par l'écrivain gastronomique renommé James Beard, elle surmonte son agoraphobie et quitte l'État pour la première fois. Après avoir assisté à une de ses leçons de cuisine, elle devient l'assistante de James Beard pendant onze années et l'aide à établir des cours dans la région. Sur recommandation du cuisinier, elle rencontre l'éditrice culinaire Judith Jones qui lui propose de réécrire le classique américain The Fannie Farmer Cookbook pour les publics modernes. Ses révisions ont été publiées respectivement en 1979 et 1990. 
Cette première publication assure la renommée de Marion Cunningham qui devient l'auteure d'une dizaine d'ouvrages traitant de la gastronomie tels The Breakfast Book, The Supper Book ou Cooking with Children. Elle voyage fréquemment à travers l'Amérique, accompagnée parfois de James Beard, pour partager sa passion de la cuisine. 
Marion Cunningham contribue aux magazines Good Appetit, Food & Wine, Gourmet et participe régulièrement aux chroniques culinaires du San Francisco Chronicle et du Los Angeles Times.
Elle est animatrice du programme Cunningham & Company, soit plus de 70 épisodes diffusés sur la chaîne Food Network.
En 1989, elle fonde avec Amy Pressman le Baker's Dozen, un groupe informel de boulangers de San Francisco. Le groupe réunit près de 200 membres collaborant ponctuellement à ses recettes.
En 1993, elle reçoit le prix Grand Dame de Les Dames d'Escoffier : « En reconnaissance et appréciation de son accomplissement extraordinaire et sa contribution aux arts culinaires ». En 1994, elle a été nommée Scholar-in-Residence par l'Association internationale des professionnels culinaires.
Marion Cunningham aime aller au supermarché et se pencher sur les paniers d'étrangers étonnés, qu'elle interview au sujet de leurs compétences culinaires. Elle se positionne alors comme une fervente défenseuse de la cuisine à domicile et du souper familiale : « Personne ne cuisine plus à la maison, alors nous perdons toutes les leçons merveilleuses que nous apprenons à la table », déclare-t-elle lors d'une interview en 2002. 
En 2003, à la suite d'une longue et sincère ovation des meilleurs chefs de cuisine du pays, elle est récompensée du prix James Beard Foundation Lifetime Achievement pour l'ensemble de sa carrière. 

## Collaborations
De par ses rencontres, elle contribue à changer la façon dont l'Amérique cuisine et mange. Proche de Chuck Williams, elle soutient la création de la compagnie Williams-Sonoma. En 1974, alors qu'elle dîne au restaurant Chez Panisse à Berkley, elle fait la connaissance d'Alice Waters, une jeune cuisinière qui travaille avec de la nourriture biologique locale. Elle y emmène James Beard qui séduit à son tour, place l'établissement sur sa carte culinaire, marquant ainsi les débuts de la cuisine californienne et d'un mouvement en faveur de l'alimentation biologique.

## Publications
- The Fannie Farmer Cookbook, Random House Trade, 1979,  (ISBN 0394406508)
- The Breakfast Book, Knopf, 336p, 1987,  (ISBN 0394555295)
- The Fannie Farmer Cookbook : A Tradition of Good Cooking for a New Generation of Cooks, Bantam, 1 248p, 1994,  (ISBN 0553568817)
- Cooking with Children : 15 Lessons for Children, Age 7 and Up, Who Really Want to Learn to Cook, Knopf, 192p, 1995,  (ISBN 0679422978)

- The Fannie Farmer Cookbook : Anniversary, Fannie Farmer Cookbook Corporation, Knopf, 896p,  (ISBN 0679450815)
- Marion Cunningham's Good Eating : The Breakfast Book : The Supper Book, Outlet Books Company, 583p, 1999,  (ISBN 0517204029)
- Learning to Cook With Marion Cunningham, Photographies de Christopher Hirsheimer, Knopf, 320p, 1999,  (ISBN 0375401180)
- Lost Recipes : Meals to Share with Friends and Family, Marion Cunningham, Carol Devine Carson, Knopf, 2003, (ASIN B01FKTAJ7E)
- Maple Syrup Cookbook, 3 rd EditionOver 100 Recipes for Breakfast, Lunch & Dinner, préface de Marion Cunningham, Ken Haedrich, Storey Publishing, LLC, 2015,  (ISBN 9781612126654)

## Distinctions
- 1993 : Prix Grand Dame, Les Dames d'Escoffier
- 1994 : Scholar-in-Residence, International Association of Culinary Professionals
- 2003 : James Beard Foundation Lifetime Achievement Award